# Юргита Шюгждинене
Юргита Шюгждинене (на литовски: Jurgita Šiugždinienė) е литовска политичка от „Съюз за Отечеството – Литовски християнски демократи“. Била е министър на образованието, науката и спорта на Литва (2020 – 2023). Депутат в Сейма на Литва. Тя е носителка на френския орден „Академични палми“.
Над 15 години е консултант по въпроси свързани с публичната администрация, държавната служба и стратегическото управление на властите в над 15 страни (в това число Казахстан, Таджикистан, Туркменистан, Босна и Херцеговина, Палестина, Афганистан, Източен Тимор, Грузия, Армения, Беларус). От 2018 до 2020 г. е член на борда и вицепрезидент по научните изследвания на Асоциацията на водещите европейски университети в инженерното образование и изследвания (CESAER). Била е член на борда на частния университет по мениджмънт и икономика ISM. Участва активно в програмата Kurk Lietuvai („Създайте за Литва“), контролирана от правителството на Литва.

## Биография
Родена е на 1 март 1972 г. в град Каунас, Литовска ССР, СССР. През 1990 г. завършва средно училище № 26 в Каунас (днес средно училище „Симонас Даукантас“). През 1994 г. завършва Каунаския технологичен университет с бакалавърска степен по бизнес мениджмънт. През 1996 г. завършва магистърска степен по публична администрация в същия университет. През 2008 г. получава докторска степен по социални науки.
От 1998 до 2003 г. е директор на общинския център за обучение в Каунаския технологичен университет. От 2008 до 2009 г. е ръководител на катедрата по публична администрация в Каунаския технологичен университет. От 2013 до 2015 г. е декан на Факултета по социални и хуманитарни науки. От 2015 до 2017 г. е заместник-ректор по учебната дейност. От 2017 до 2018 г. е изпълняващ длъжността ректор.
От 2003 до 2007 г. е съветник по местно самоуправление и децентрализация в Регионалния център на програмата на ООН за развитие в Братислава. От 2009 до 2012 г. е директор на отдела за стратегическо управление в кабинета на министър-председателя на Литва. През 2012 г. е заместник-ръководител на кабинета на министър-председателя на Литва, изпълняващ длъжността ръководител.
През 2012 г. става член на партия „Съюз за Отечеството – Литовски християнски демократи“.
От 2019 до 2020 г. е член на Градския съвет на Каунас.
На парламентарните избори в Литва през 2020 г. е избрана за депутат в Сейма от избирателен район Шилайняй (№ 14). Става член на Комисията по държавна администрация и самоуправление.
На 11 декември 2020 г. е назначена за министър на образованието, науката и спорта на Литва в правителството на Ингрида Шимоните. На 22 май 2023 г. тя подава оставка след скандал, свързан с журналистическо разследване за възможни злоупотреби с официални средства, които като член на градския съвет на Каунас тя получава от местната власт в подкрепа на дейността си. Правосъдната министърка Евелина Доброволска става временно изпълняваща задълженията й. На 4 юли 2023 г. за нов министър е избран Гинтаутас Якштас.